# Dispira
Dispira är ett släkte av svampar. Dispira ingår i familjen Dimargaritaceae, ordningen Dimargaritales, divisionen oksvampar och riket svampar.
|         | Dimargaris |
|         | |
| Dispira | \| \| Dispira cornuta \| \| \| \| \| \| Dispira simplex \| \| \| \| \| \| Dispira implicata \| \| \| \| \| \| Dispira parvispora \| \| \| \| |
|         | \| \| Dispira cornuta \| \| \| \| \| \| Dispira simplex \| \| \| \| \| \| Dispira implicata \| \| \| \| \| \| Dispira parvispora \| \| \| \| |
|         | Tieghemiomyces |
|         | |
|         | Dispira cornuta |
|         | |
|         | Dispira simplex |
|         | |
|         | Dispira implicata |
|         | |
|         | Dispira parvispora |
|         | |

|  | Dispira cornuta    |
|  |                    |
|  | Dispira simplex    |
|  |                    |
|  | Dispira implicata  |
|  |                    |
|  | Dispira parvispora |
|  |                    |